# Ariane 42L
Ariane 42L – francuska rakieta nośna z serii Ariane 4. Wyposażona była w 2 dopalacze PAL. Startowała 13 razy, wszystkie starty były udane.

## Starty
1. 12 maja 1993, 00:56 GMT; s/n V-56; miejsce startu: kosmodrom Kourou (ELA-2), Gujana Francuska
Ładunek: Astra 1C, OSCAR 29; Uwagi: start udany
2. 9 września 1994, 00:29 GMT; s/n V-67; miejsce startu: kosmodrom Kourou (ELA-2), Gujana Francuska
Ładunek: Telstar 402; Uwagi: start udany
3. 3 sierpnia 1995, 22:58 GMT; s/n V-76; miejsce startu: kosmodrom Kourou (ELA-2), Gujana Francuska
Ładunek: PanAmSat-4; Uwagi: start udany
4. 24 września 1995, 00:06 GMT; s/n V-78; miejsce startu: kosmodrom Kourou (ELA-2), Gujana Francuska
Ładunek: Telstar 402R; Uwagi: start udany
5. 19 października 1995, 00:38 GMT; s/n V-79; miejsce startu: kosmodrom Kourou (ELA-2), Gujana Francuska
Ładunek: Astra 1E; Uwagi: start udany
6. 23 września 1997, 23:58 GMT; s/n V-100; miejsce startu: kosmodrom Kourou (ELA-2), Gujana Francuska
Ładunek: Intelsat 803; Uwagi: start udany
7. 22 grudnia 1997, 00:16 GMT; s/n V-104; miejsce startu: kosmodrom Kourou (ELA-2), Gujana Francuska
Ładunek: Intelsat 804; Uwagi: start udany
8. 6 grudnia 1998, 00:43 GMT; s/n V-114; miejsce startu: kosmodrom Kourou (ELA-2), Gujana Francuska
Ładunek: Satmex 5; Uwagi: start udany
9. 22 grudnia 1998, 01:08 GMT; s/n V-115: miejsce startu: kosmodrom Kourou (ELA-2), Gujana Francuska
Ładunek: PanAmSat-6B; Uwagi: start udany
10. 25 stycznia 2000, 01:04 GMT; s/n V-126: miejsce startu: kosmodrom Kourou (ELA-2), Gujana Francuska
Ładunek: Galaxy 10R; Uwagi: start udany
11. 19 kwietnia 2000, 00:29 GMT; s/n V-129: miejsce startu: kosmodrom Kourou (ELA-2), Gujana Francuska
Ładunek: Galaxy 4R; Uwagi: start udany
12. 6 października 2000, 23:00 GMT; s/n V-133; miejsce startu: kosmodrom Kourou (ELA-2), Gujana Francuska
Ładunek: N-Sat-110; Uwagi: start udany
13. 23 stycznia 2002, 23:46 GMT; s/n V-147; miejsce startu: kosmodrom Kourou (ELA-2), Gujana Francuska
Ładunek: Insat 3C; Uwagi: start udany